# Marblemount
Marblemount je obec v okrese Skagit v americkém státě Washington, kde je částí metropolitní oblasti Mount Vernon-Anacortes. Roku 2010 zde žilo 203 obyvatel, z nichž 86 % tvořili běloši, 5 % původní obyvatelé a 1 % Asiaté. 3 % obyvatelstva byla hispánského původu. Rozloha obce je 6,4 km², z čehož 4 % tvoří vodní plocha.